# August von Wintersberg
August von Wintersberg, auch August Winter von Wintersberg (* 29. März 1817 in Neuberg; † 27. August 1882 in Graz) war Montanist und Abgeordneter zum Österreichischen Abgeordnetenhaus.

## Leben
August von Wintersberg war Sohn des Eisenwerks-Oberverweseramts-Kassiers Franz Winter von Wintersberg († 1837). Er besuchte ab 1832 ein Gymnasium in Graz und ging ab 1841 auf die Bergakademie Schemnitz. Danach wurde er zunächst Konzipist der Eisenwerksdirektion Eisenerz und ab 1853 Berg- und Hüttenverwalter der landesfürstlichen Hammerwerke in Donnersbach. Von November bis Dezember 1869 war er auch provisorischer Verwalter des Stift Admont'schen Hammerwerks in Trieben. Um das Jahr 1875 trat er in den Ruhestand.
Er war von 1867 bis 1870 Mitglied im steiermärkischen Landtag (II. und III. Wahlperiode), Kurie Landgemeinden.
Er war römisch-katholisch und ab etwa 1859 verheiratet mit Anna Fröhlich, mit der er aber keine Kinder hatte.

## Politische Funktionen
August von Wintersberg war vom 11. Dezember 1869 bis zum 21. Mai 1870 Abgeordneter des Abgeordnetenhauses im Reichsrat (II. Legislaturperiode) und vertrat dort für das Kronland Steiermark die Kurie Landgemeinden in der Steiermark  (Bruck, Aflenz, Mariazell, Kindberg, Mürzzuschlag, Leoben, Mautern, Eisenerz, Judenburg, Knittelfeld, Obdach, Oberzeiring, Liezen, Rottenmann, St. Gallen, Murau, Oberwölz, Neumarkt, Irdning, Gröbming, Schladming, Aussee). Er war der Nachfolger des zurückgetretenen Arnold Plankensteiner.